# تایفون خانون (۲۰۲۳)
تایفون خانون (تایلندی: ขนุน)، یک توفان استوایی قدرتمند یا چرخند حاره‌ای، نامنظم و با عمر طولانی بود که در استان اوکیناوا، ژاپن و ساحل غربی شبه جزیره کره (کشور) در اوت ۲۰۲۳ حرکت کرد.